# Allodia caligata
Allodia caligata es una especie de mosquito del género Allodia, de la familia Mycetophilidae, orden Diptera. Fue descrita por Magnussen en 2019.
Mide aproximadamente 2,7 mm de longitud. Se distribuye por Asia: Bután y Nepal.